# 1379
- Wikisource

| Calendário gregoriano                                                        | 1379 MCCCLXXIX                                       |
| Ab urbe condita                                                              | 2132                                                 |
| Calendário arménio                                                           | 828 – 829                                            |
| Calendário bahá'í                                                            | -465 – -464                                          |
| Calendário budista                                                           | 1923                                                 |
| Calendário chinês                                                            | 4075 – 4076 Início a 18 de janeiro (aproximadamente) |
| Calendário copta                                                             | 1095 – 1096                                          |
| Calendário etíope                                                            | 1371 – 1372                                          |
| Calendários hindus - Vikram Samvat - Calendário nacional indiano - Cáli Iuga | 1434 – 1435 1300 – 1301 4479 – 4480                  |
| Calendário Holoceno                                                          | 11379                                                |
| Calendário islâmico                                                          | 781 – 782                                            |
| Calendário judaico                                                           | 5139 – 5140                                          |
| Calendário persa                                                             | 757 – 758                                            |
| Calendário rúnico                                                            | 1629                                                 |
| Calendário solar tailandês                                                   | 1922                                                 |

1379 (MCCCLXXIX, na numeração romana) foi um ano comum do século XIV do Calendário Juliano, da Era de Cristo, a sua letra dominical foi B (52 semanas), teve início a um sábado e terminou também a um sábado.
No reino de Portugal estava em vigor a Era de César que já contava 1417 anos.
| Ano completo                   |
| ------------------------------ |
| Ano comum com início ao sábado |

## Nascimentos
- D. Pedro de Noronha, bispo de Évora (1419-1423), arcebispo de Lisboa (1424-1452), m. 1452.

## Mortes
- 29 de Maio - Henrique II de Castela n. 1334, foi rei de Castela, Conde de Trastâmara, inaugurou a dinastia de Trastâmara no trono de Castela e Leão em 1369.